# クマさんの大掃除
『クマさんの大掃除』（クマさんのおおそうじ、原題：In the Bag）は、ウォルト・ディズニー・プロダクション（現：ウォルト・ディズニー・カンパニー）が製作した1956年7月27日公開のアニメーション短編映画作品。カラー、シネマスコープ。スペシャル・アニメの一作品である。旧題は「クマ公のクズ拾い」。

## 概要
本作及び同年4月公開の「クマの魚釣り」はドナルドダックの短編シリーズから派生した作品とみられ、監督も「クマの魚釣り」と同じく、ドナルドダック作品を多く手掛けてきたジャック・ハンナが担当している。ハンフリーが主役した最後の短編アニメーション映画である。また、本作はスモーキー・ザ・ベアがカメオ出演している。

## キャスト
| キャラクター               | 原語版                 | 旧吹き替え版 | 新吹き替え版 |
| -------------------------- | ---------------------- | ------------ | ------------ |
| ハンフリー                 | ジミー・マクドナルド   | 吉水慶       | 坂東尚樹     |
| レンジャー・ウッドロー園長 | ビル・トンプソン       | 牛山茂       | 田口昂       |
| スモーキー・ザ・ベア       | ジャクソン・ウィーバー | -            | -            |

## スタッフ
- 製作：ウォルト・ディズニー
- 監督：ジャック・ハンナ
- 脚本：デイブ・ディティージ、アル・ベルティノ
- 音楽：ジョージ・ブランズ
- 美術・レイアウト：エール・グレイシー
- 背景：レイ・ハッフィン
- 原画：ジョージ・クライス、ジョン・シブリー、アル・コー、ボブ・チャールソン

## 劇中歌
- 「Put It in the Bag (The Humphrey Hop)」
  - 作詞：ドーズ・バトラー（英語版）、作曲：ジョージ・ブランズ、出演：レンジャー・ウッドロー園長（ビル・トンプソン）